# Théophile Langlois de Chèvreville
Pour les articles homonymes, voir Langlois et Chèvreville.
Lucien Théophile Ange Sosthène Langlois de Chèvreville, né le 8 juillet 1802 à Mortain et mort à Rouen le 22 septembre 1845, est un peintre historique français.
Langlois de Chèvreville a été l’élève de Gros avant compléter sa formation par un séjour prolongé à Rome, Pompéi et Genève. De retour à Rouen, il ouvre un atelier de peinture et de perspective où devait étudier Millet qu’il encouragea et auquel il fit obtenir une bourse d’études du Conseil municipal de Cherbourg pour compléter sa formation à Paris. Il fut ensuite nommé conservateur du musée de Cherbourg et professeur de dessin à Paris.
À part de nombreuses copies (dont une Madone d’après Raphaël, un portrait de Charles X, un portrait de Bossuet d’après Rigaud, un portrait de duchesse de Berry d’après Silvestre ou des copies des principales peintures antiques de Pompéi) et d’excellents portraits, il a livré un grand nombre de pièces historiques, particulièrement un Ange terrassant un mauvais génie pour l'église Saint-Patrice de Rouen ou une Apparition de la Vierge pour la ville de Rouen.